# Prem'er-Liga 2006
La Prem'er-Liga 2006 fu la quindicesima edizione della massima serie del campionato russo di calcio; vide la vittoria finale del CSKA Mosca, giunto al suo terzo titolo, il secondo consecutivo. Capocannoniere del torneo fu Roman Pavljučenko, calciatore dello Spartak Mosca, con 18 reti.

## Stagione

### Novità
Dalla Prem'er-Liga 2005 erano stati retrocessi l'Alanija Vladikavkaz e il Terek Groznyj, mentre dalla Pervyj divizion 2005 erano stati promossi il Luč-Ėnergija e lo Spartak Nal'čik.

### Formula
Le sedici squadre partecipanti si sono affrontate in un girone all'italiana con partite di andata e ritorno per un totale di 30 giornate. La prima classificata al termine della stagione regolare era designata campione di Russia e ammessa alla fase a gironi della UEFA Champions League 2007-2008, mentre la seconda classificata veniva ammessa al terzo turno di qualificazione della UEFA Champions League. La terza classificata veniva ammessa in Coppa UEFA 2007-2008, assieme alla vincitrice della Coppa di Russia. Un ulteriore posto venne assegnato per la partecipazione alla Coppa Intertoto 2007. Le ultime due classificate erano retrocesse in Pervyj divizion.

## Squadre partecipanti
| Club                   | Stagione | Città           | Stadio                    | Stagione 2005               |
| ---------------------- | -------- | --------------- | ------------------------- | --------------------------- |
| Amkar Perm'            | dettagli | Perm'           | Stadio Zvezda             | 12º posto in Prem'er-Liga   |
| CSKA Mosca             | dettagli | Mosca           | Stadio Dinamo             | Campione di Russia          |
| Dinamo Mosca           | dettagli | Mosca           | Stadio Dinamo             | 8º posto in Prem'er-Liga    |
| FK Mosca               | dettagli | Mosca           | Stadio Ėduard Strel'cov   | 5º posto in Prem'er-Liga    |
| Kryl'ja Sovetov Samara | dettagli | Samara          | Stadio Metallurg (Samara) | 14º posto in Prem'er-Liga   |
| Lokomotiv Mosca        | dettagli | Mosca           | Stadio Lokomotiv          | 3º posto in Prem'er-Liga    |
| Luč-Ėnergija           | dettagli | Vladivostok     | Stadio Dinamo             | 1º posto in Pervyj divizion |
| Rostov                 | dettagli | Rostov sul Don  | Stadio Olimp-2            | 13º posto in Prem'er-Liga   |
| Rubin                  | dettagli | Kazan'          | Stadio Centrale di Kazan' | 4º posto in Prem'er-Liga    |
| Saturn                 | dettagli | Ramenskoe       | Saturn Stadium            | 11º posto in Prem'er-Liga   |
| Šinnik                 | dettagli | Jaroslavl'      | Stadio Šinnik             | 9º posto in Prem'er-Liga    |
| Spartak Mosca          | dettagli | Mosca           | Stadio Lužniki            | 2º posto in Prem'er-Liga    |
| Spartak Nal'čik        | dettagli | Nal'čik         | Stadio Spartak            | 2º posto in Pervyj divizion |
| Tom' Tomsk             | dettagli | Tomsk           | Stadio Trud               | 10º posto in Prem'er-Liga   |
| Torpedo Mosca          | dettagli | Mosca           | Stadio Lužniki            | 7º posto in Prem'er-Liga    |
| Zenit San Pietroburgo  | dettagli | San Pietroburgo | Stadio Petrovskij         | 6º posto in Prem'er-Liga    |

## Classifica finale
|  | Pos. | Squadra                | Pt | G  | V  | N  | P  | GF | GS | DR  |
|  | ---- | ---------------------- | -- | -- | -- | -- | -- | -- | -- | --- |
|  | 1.   | CSKA Mosca             | 58 | 30 | 17 | 7  | 6  | 47 | 28 | +19 |
|  | 2.   | Spartak Mosca          | 58 | 30 | 15 | 13 | 2  | 60 | 36 | +24 |
|  | 3.   | Lokomotiv Mosca        | 53 | 30 | 15 | 8  | 7  | 47 | 34 | +13 |
|  | 4.   | Zenit San Pietroburgo  | 50 | 30 | 13 | 11 | 6  | 42 | 30 | +12 |
|  | 5.   | Rubin                  | 46 | 30 | 13 | 7  | 10 | 43 | 37 | +6  |
|  | 6.   | FK Mosca               | 43 | 30 | 10 | 13 | 7  | 41 | 37 | +4  |
|  | 7.   | Luč-Ėnergija           | 41 | 30 | 12 | 5  | 13 | 37 | 39 | -2  |
|  | 8.   | Tom' Tomsk             | 41 | 30 | 11 | 8  | 11 | 35 | 33 | +2  |
|  | 9.   | Spartak Nal'čik        | 41 | 30 | 11 | 8  | 11 | 33 | 32 | +1  |
|  | 10.  | Kryl'ja Sovetov Samara | 38 | 30 | 10 | 8  | 12 | 37 | 35 | +2  |
|  | 11.  | Saturn                 | 37 | 30 | 7  | 16 | 7  | 29 | 24 | +5  |
|  | 12.  | Rostov                 | 36 | 30 | 10 | 6  | 14 | 42 | 48 | -6  |
|  | 13.  | Amkar Perm'            | 35 | 30 | 8  | 11 | 11 | 22 | 36 | -14 |
|  | 14.  | Dinamo Mosca           | 34 | 30 | 8  | 10 | 12 | 31 | 40 | -9  |
|  | 15.  | Torpedo Mosca          | 22 | 30 | 3  | 13 | 14 | 22 | 40 | -18 |
|  | 16.  | Šinnik                 | 11 | 30 | 1  | 8  | 21 | 17 | 56 | -39 |

Legenda:
      Campione di Russia e ammessa alla UEFA Champions League 2007-2008.
      Ammessa alla Coppa UEFA 2007-2008.
      Ammessa alla Coppa Intertoto 2007.
      Retrocesse in Pervyj divizion 2007.
Note:
Tre punti a vittoria, uno a pareggio, zero a sconfitta.
In caso di arrivo di due o più squadre a pari punti, la graduatoria è stata stilata considerando il numero di vittorie totali.

## Risultati
|                       | CSK  | SpM  | LoM  | Zen  | Rub  | FKM  | Luč  | Tom  | SpN  | Kry  | Sat  | Ros  | Amk  | DiM  | ToM  | Šin  |
| --------------------- | ---- | ---- | ---- | ---- | ---- | ---- | ---- | ---- | ---- | ---- | ---- | ---- | ---- | ---- | ---- | ---- |
| CSKA Mosca            | –––– | 2-2  | 1-2  | 1-0  | 2-1  | 2-1  | 2-1  | 2-0  | 2-1  | 1-1  | 1-0  | 1-2  | 2-0  | 1-2  | 2-0  | 5-1  |
| Spartak Mosca         | 1-1  | –––– | 2-1  | 1-0  | 3-0  | 3-3  | 1-1  | 3-1  | 1-0  | 3-2  | 1-1  | 5-2  | 4-1  | 3-2  | 2-0  | 3-1  |
| Lokomotiv Mosca       | 3-2  | 0-0  | –––– | 3-1  | 4-4  | 0-1  | 3-0  | 1-1  | 2-3  | 0-1  | 0-0  | 1-0  | 0-0  | 2-0  | 0-0  | 1-0  |
| Zenit San Pietroburgo | 0-0  | 1-4  | 4-1  | –––– | 1-0  | 1-1  | 3-1  | 0-0  | 4-0  | 1-0  | 1-1  | 1-1  | 2-0  | 0-0  | 2-1  | 1-0  |
| Rubin Kazan'          | 1-0  | 2-0  | 2-4  | 3-0  | –––– | 2-0  | 1-0  | 2-0  | 0-0  | 2-1  | 0-3  | 2-1  | 1-0  | 0-1  | 1-1  | 0-0  |
| FK Mosca              | 0-1  | 3-3  | 0-1  | 0-0  | 0-5  | –––– | 2-1  | 0-0  | 1-1  | 1-0  | 2-1  | 4-0  | 1-0  | 1-1  | 1-1  | 4-1  |
| Luč-Ėnergija          | 0-4  | 1-0  | 1-1  | 0-2  | 2-1  | 1-1  | –––– | 2-1  | 1-0  | 3-2  | 2-0  | 4-2  | 3-1  | 3-1  | 2-0  | 1-0  |
| Tom' Tomsk            | 0-1  | 2-2  | 3-1  | 2-2  | 4-0  | 1-0  | 2-1  | –––– | 1-0  | 2-1  | 0-0  | 3-1  | 1-3  | 1-0  | 0-0  | 3-1  |
| Spartak Nal'čik       | 0-1  | 2-2  | 0-1  | 1-1  | 3-1  | 2-2  | 0-0  | 1-0  | –––– | 1-1  | 2-0  | 3-1  | 2-1  | 1-0  | 0-0  | 2-1  |
| Kryl'ja Sovetov       | 2-0  | 0-1  | 1-2  | 3-2  | 0-0  | 0-4  | 2-1  | 2-1  | 1-2  | –––– | 0-0  | 1-0  | 6-1  | 1-0  | 2-0  | 2-0  |
| Saturn                | 2-2  | 1-1  | 1-1  | 0-0  | 1-2  | 1-1  | 1-0  | 2-1  | 1-4  | 1-1  | –––– | 0-0  | 0-0  | 3-0  | 0-0  | 3-0  |
| Rostov                | 1-2  | 3-4  | 1-2  | 1-3  | 2-1  | 4-0  | 1-0  | 2-1  | 2-1  | 2-2  | 0-2  | –––– | 1-1  | 2-1  | 1-1  | 0-0  |
| Amkar Perm'           | 0-0  | 1-3  | 1-3  | 1-3  | 0-0  | 2-2  | 0-0  | 0-0  | 1-0  | 1-0  | 1-0  | 1-0  | –––– | 3-2  | 1-0  | 1-0  |
| Dinamo Mosca          | 2-3  | 0-0  | 2-0  | 2-2  | 2-2  | 1-1  | 2-1  | 2-1  | 1-0  | 1-1  | 1-1  | 0-1  | 0-0  | –––– | 2-1  | 1-1  |
| Torpedo Mosca         | 2-2  | 1-1  | 1-4  | 1-2  | 1-2  | 0-2  | 2-1  | 1-2  | 2-0  | 1-1  | 0-3  | 0-2  | 0-0  | 3-0  | –––– | 1-1  |
| Šinnik                | 0-1  | 1-1  | 1-3  | 1-2  | 1-5  | 1-2  | 1-3  | 0-1  | 0-1  | 1-0  | 0-0  | 1-6  | 0-0  | 1-2  | 1-1  | –––– |

## Statistiche

### Classifica marcatori
| Gol | Rigori |  | Giocatore                  | Squadra         |
| --- | ------ |  | -------------------------- | --------------- |
| 18  | 4      |  | Roman Pavljučenko          | Spartak Mosca   |
| 14  | 4      |  | Jô                         | CSKA Mosca      |
| 13  | 4      |  | Alejandro Damián Domínguez | Rubin           |
| 13  | 4      |  | Pavel Pogrebnjak           | Tom' Tomsk      |
| 13  | 6      |  | Dmitrij Los'kov            | Lokomotiv Mosca |
| 12  | 4      |  | Dmitrij Kiričenko          | FK Mosca        |
| 12  | 6      |  | Michail Osipov             | Rostov          |
| 9   |        |  | Vágner Love                | CSKA Mosca      |
| 9   |        |  | Ivica Olić                 | CSKA Mosca      |